# Веджвуд
Веджвуд, полное наименование Джозайя Веджвуд и Сыновья (англ. Wedgwood, англ. Josiah Wedgwood and Sons) — британская фирма по изготовлению, прежде всего, фаянсовой посуды, знаменитая торговая марка.
Фирма «Веджвуд» была основана Джозайей Веджвудом в 1759 году. В 1765 году Веджвуд создал на своей фабрике образцы сервизов, вызвавшие интерес у английской королевы, после чего за работой веджвудских фабрик закрепилась слава «королевских товаров». Уже в следующем, 1766 году Веджвуд получил разрешение на строительство завода в графстве Стаффордшир, в местечке, получившем название Этрурия (промышленный регион Поттерис, ныне пригород Сток-он-Трента).
В России веджвудовский фаянс получил известность благодаря заказанному Екатериной II в 1773 году «Сервизу с зелёной лягушкой» для Чесменского дворца. Этот сервиз был декорирован изображениями английских поместий. Первым для русской императрицы был заказан сервиз «Хаск-сервиз», который был так назван из-за орнамента из цветов, колосьев пшеницы и растительных гирлянд.
При изготовлении своей посуды Джозайя Веджвуд пользовался новыми технологиями и усовершенствованиями, в связи с чем в 1783 году был принят в члены Королевского научного общества. Как правило, сервизы выходили в римской, греческой или египетской стилизации. Особенной популярностью в высшем обществе XVIII—XIX веков пользовалась фарфоровая посуда, произведённая под «китайский фарфор».
В мае 1906 года при старинной фабрике веджвудской посуды в Этрурии, Стаффордшир, был открыт Веджвудский музей (ныне в городе Сток-он-Трент).
В 1987 году фирма «Веджвуд» объединилась с ирландским производителем хрустальных изделий Уотерфорд Кристал (Waterford Crystal), образовав компанию Waterford Wedgwood.
Эта компания в 2009 году в связи с несостоятельностью была передана под внешнее управление и в 2015 году её активы были приобретены финской компанией Fiskars.

## Галерея

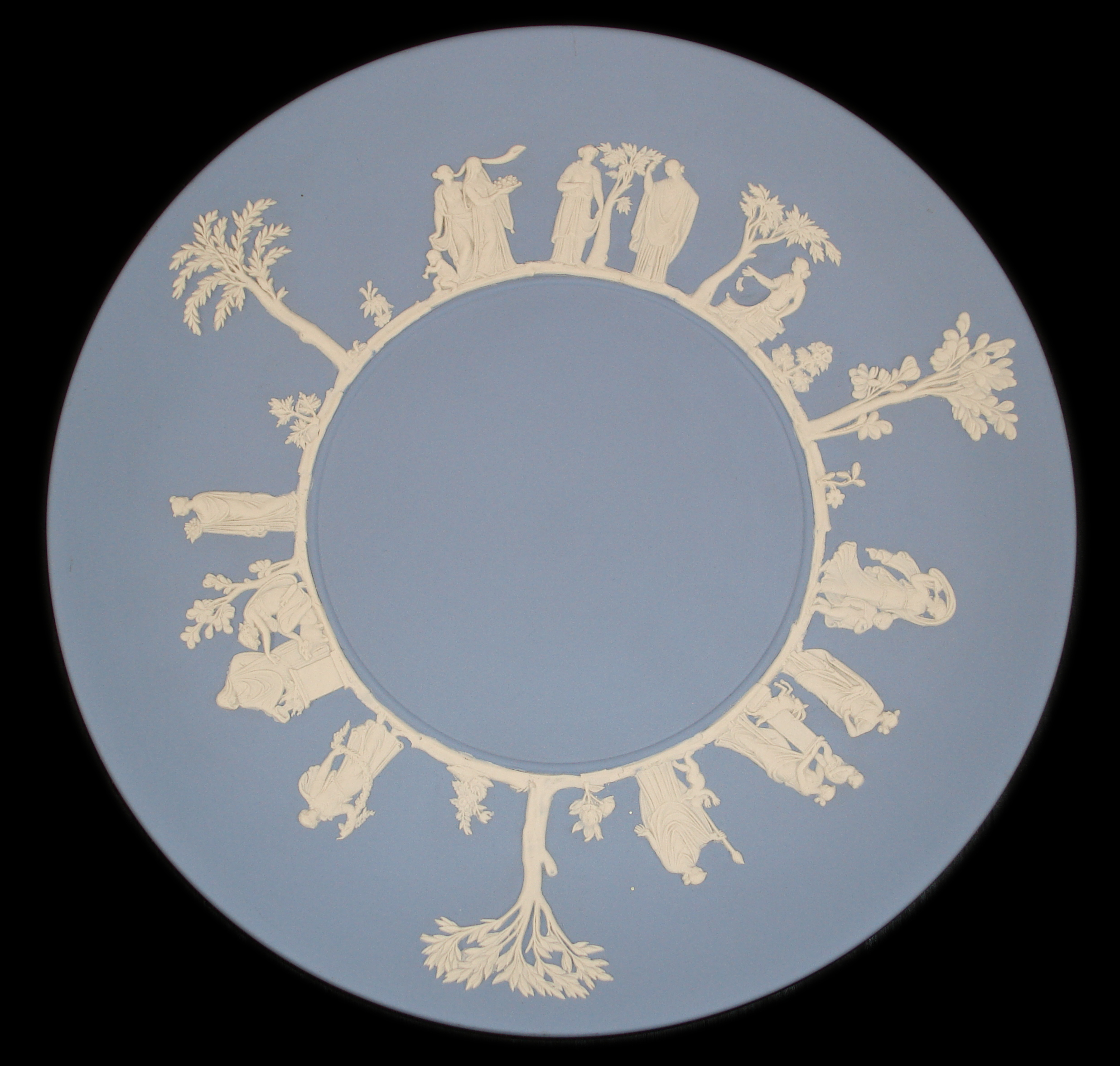
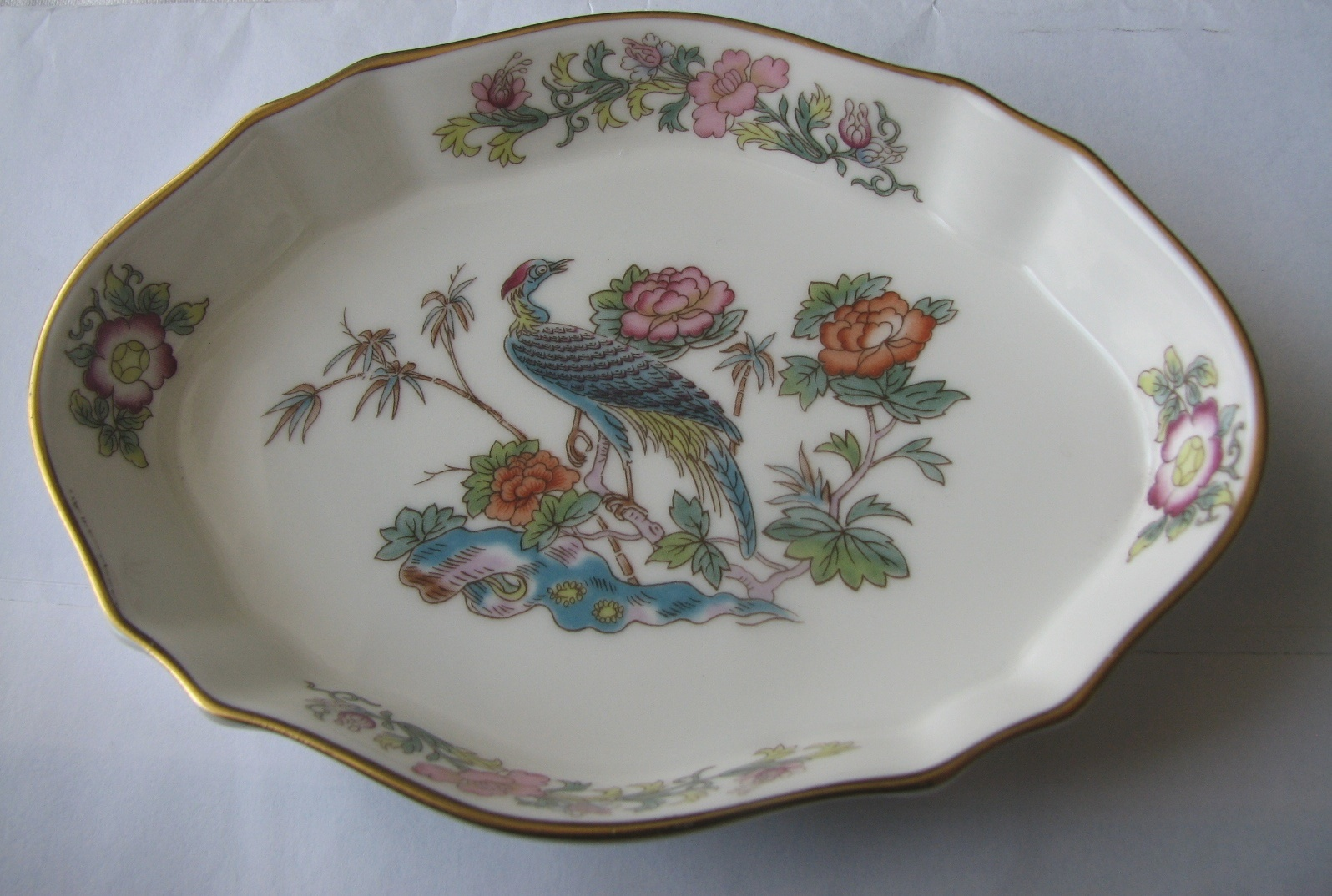
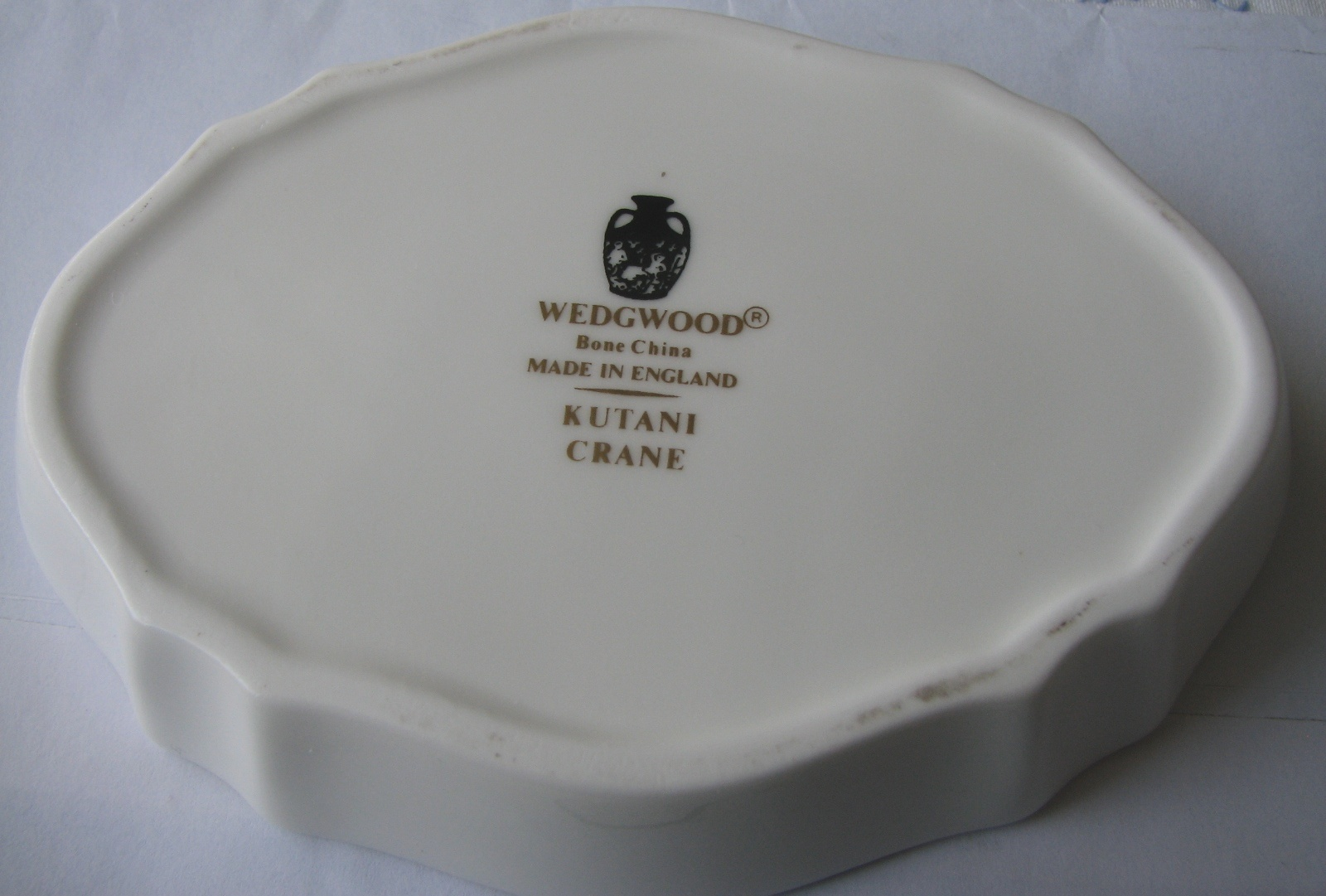
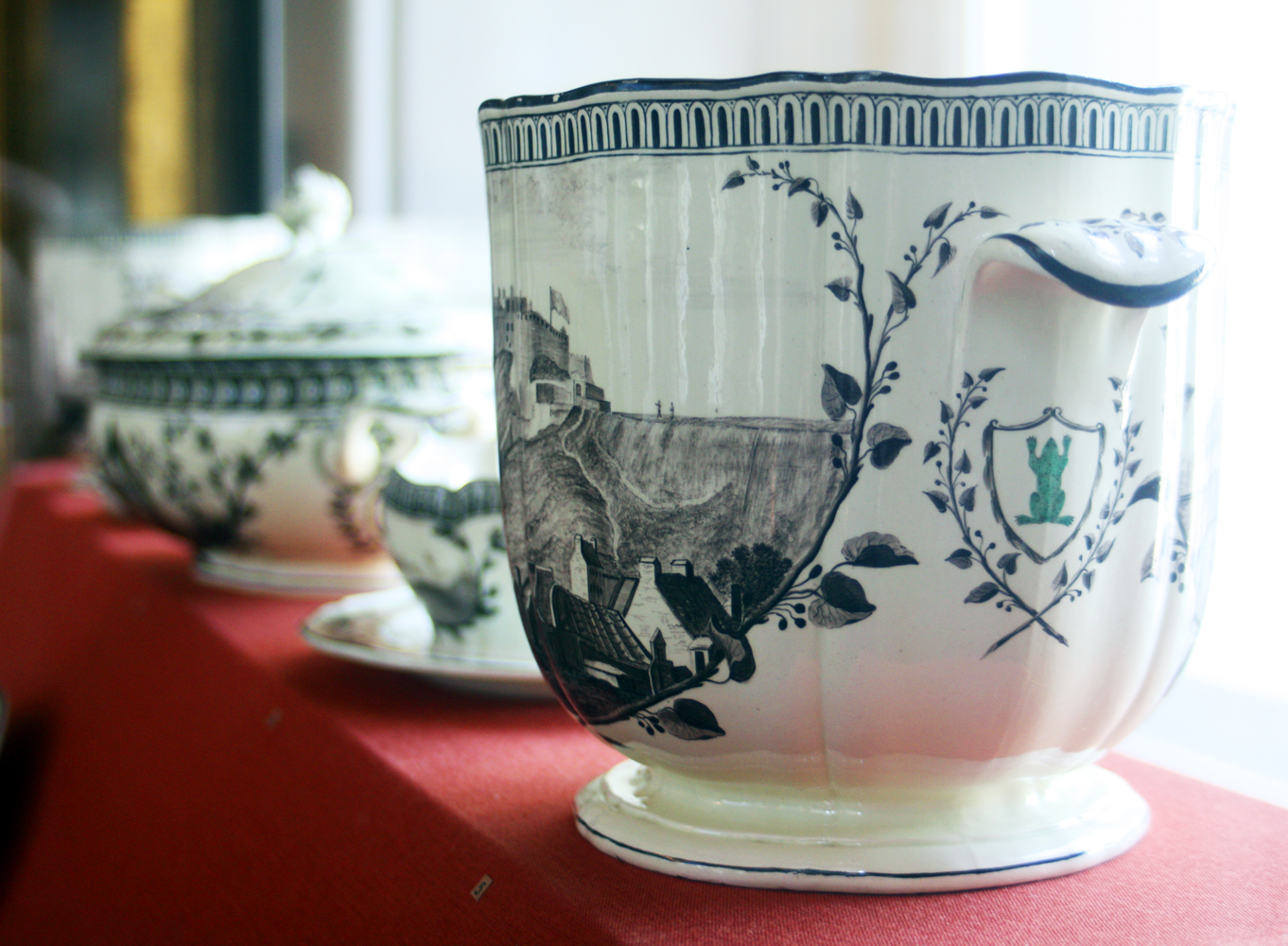
Сервиз с зелёной лягушкой